# Сухарна глина

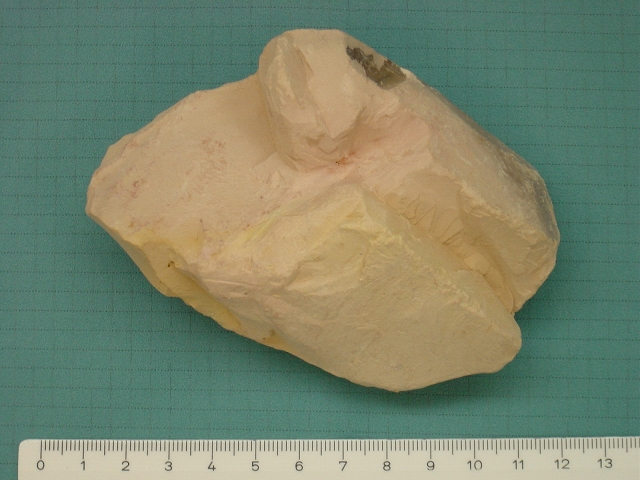
.

Сухарна глина (рос. сухарная глина, англ. kaolinic clay, нім. Kaolinton m) — непластична глина істотно каолінітового складу, іноді з домішкою гідрослюди.

## Загальний опис
Каменеподібна, не розмокає у воді. Колір білий, сірий, іноді зі слаборожевим і фіолетовим відтінком. При ударі розколюється на незграбні уламки, часто з раковистим зломом. У деяких відмінах підвищено (до 6-8 %) вміст вільного Al2О3 (діаспори, гібсит, рідше беміт). Домішки — уламкові зерна кварцу і інш. теригенних мінералів, іноді присутній пірит. Тв. до 3. Густина 2,6. Мінералогічно складається з триклінного каолініту довершеної структури. Відрізняється вогнетривкістю (до 1750—1790оС). С.г. приурочені виключно до озерно-болотних відкладів, нерідко вугленосних, вік яких від карбону до неогену. Спостерігалися асоціації з кам. вугіллям і бокситами.

## Поширення
Сучасні аналоги С.г. — це глини з боліт Нідерландів, в яких до 15 % беміту. Найбільші родов. в Білорусі та у сх. штатах США, в Півд. Франції, Японії, ПАР, Новому Півд. Уельсі (Австралія). Використовується г.ч. як вогнетриви та у керамічній пром-сті.